# Filmfare Awards (1954)
Первая церемония награждения Filmfare Awards, на которой были отмечены лучшие киноработы на хинди, вышедшие в прокат до конца 1953 года, состоялась 21 марта 1954 года.
Изначально премия носила название Clare Awards, в честь Клэр Мендоса, кинокритика The Times of India, скончавшегося в том году. Церемония награждения прошла в кинотеатре Metro. Главными гостями и организаторами были Грегори Пек и Сатьяджит Рай, M. К. Чагла, В. М. Таркунде, Виджаялакшми Пандит, президент Египта Гамаль Абдель Насер, Атал Бихари Ваджпаи, министр информации и телерадиовещания Б. В. Кескар и Морарджи Десаи.
Серди первых лауреатов премии — режиссёр Бимал Рой, актёр Дилип Кумар, актриса Мина Кумари и композитор Наушад.

## Победители
| Категория           | Победители                                                                                 |
| ------------------- | ------------------------------------------------------------------------------------------ |
| Лучший фильм        | «Два бигха земли» - Режиссёр: Бимал Рой - В ролях: Балрадж Сахни, Нирупа Рой и Ратан Кумар |
| Лучшая режиссура    | Бимал Рой — «Два бигха земли»                                                              |
| Лучшая мужская роль | Дилип Кумар — «Клеймо позора»                                                              |
| Лучшая женская роль | Мина Кумари — «Байджу Бавра»                                                               |
| Лучшая музыка       | Наушад — «Байджу Бавра»                                                                    |